# قائمة الشهادات الجامعية البيئية
هذه قائمة بالشهادات الجامعية البيئية بما في ذلك المجالات متعددة التخصصات مثل العلوم البيئية والدراسات البيئية والهندسة البيئية والتخطيط البيئي والسياسة البيئية وعمارة تنسيق المواقع وعلوم ودراسات الاستدامة وما إلى ذلك، على المستويين الجامعي والدراسات العليا.

## البكالوريوس

### بكالوريوس الآداب
- بكالوريوس الآداب في علوم بيئية
- بكالوريوس الآداب دراسات بيئية

### بكالوريوس العلوم
- بكالوريوس العلوم في دراسات الاستدامة والبيئة
- بكالوريوس العلوم في هندسة البيئية
- بكالوريوس العلوم في العلوم البيئية
- بكالوريوس العلوم في العلوم والسياسات البيئية
- بكالوريوس العلوم في دراسات بيئية
- بكالوريوس العلوم في عمارة تنسيق المواقع
- بكالوريوس العلوم في الاستدامة

### أخرى
- بكالوريوس تصميم بيئي
- بكالوريوس علوم بيئية
- بكالوريوس دراسات بيئية
- بكالوريوس عمارة تنسيق المواقع
- بكالوريوس في الموارد والتخطيط البيئي

## الماجستير

### ماجستير الآداب
- ماجستير الآداب في السياسة البيئية
- ماجستير الآداب في الدراسات البيئية
- ماجستير الآداب في الجغرافيا والتخطيط البيئي
- ماجستير الآداب في السياسة البيئية الدولية
- ماجستير الآداب في دراسات الاستدامة
- ماجستير الآداب في السياسة والتخطيط الحضري والبيئي

### ماجستير في التربية
- ماجستير التربية في التربية البيئية

### ماجستير في الدراسات المهنية
- ماجستير في الدراسات المهنية في علوم البيئة
- ماجستير في الدراسات المهنية في الدراسات البيئية

### ماجستير الإدارة العامة
- ماجستير في الإدارة العامة في السياسة البيئية
- ماجستير في الإدارة العامة في علوم البيئة
- ماجستير في الإدارة العامة في علوم وسياسة البيئة

### ماجستير العلوم
- ماجستير العلوم في الاقتصاد وسياسة الطاقة والبيئة
- ماجستير العلوم في العلوم التطبيقية البيئية والإدارة
- ماجستير العلوم في الهندسة البيئية
- ماجستير العلوم في التخطيط البيئي
- ماجستير العلوم في التخطيط البيئي والإدارة
- ماجستير العلوم في السياسة البيئية
- ماجستير العلوم في الدراسات البيئية وإدارة الموارد
- ماجستير العلوم في العلوم البيئية
- ماجستير العلوم في العلوم والسياسات البيئية
- ماجستير العلوم في العلوم البيئية والسياسة والإدارة
- ماجستير العلوم في الدراسات البيئية
- ماجستير العلوم في التصميم المتجدد
- ماجستير العلوم في الاستدامة
- ماجستير العلوم في علم الاستدامة
- ماجستير العلوم في إدارة الاستدامة
- ماجستير العلوم في بيئة النظم

### أخرى
- ماجستير في الإدارة البيئية
- ماجستير في التخطيط البيئي
- ماجستير في التخطيط والتصميم البيئي
- ماجستير في السياسة البيئية
- ماجستير في السياسة البيئية والإدارة
- ماجستير في علوم البيئة
- ماجستير في العلوم البيئية والإدارة
- ماجستير في البيئة والاستدامة
- ماجستير في عمارة تنسيق المواقع
- ماجستير في الفلسفة في بيئة الإنسان
- ماجستير في إدارة الموارد
- ماجستير في الاستدامة
- ماجستير في الحلول المستدامة
- ماجستير في التخطيط الحضري والبيئي
- ماجستير العلوم المهنية في السياسة البيئية والإدارة
- ماجستير استدامة في إدارة الأعمال

## دكتوراه

### دكتوراه الفلسفة
- دكتوراه الفلسفة في البيئة والاستدامة
- دكتوراه الفلسفة في العلوم التطبيقية البيئية والإدارة
- دكتوراه الفلسفة في السياسة البيئية
- دكتوراه الفلسفة في العلوم البيئية
- دكتوراه الفلسفة في العلوم البيئية والإدارة
- دكتوراه الفلسفة في الدراسات البيئية
- دكتوراه الفلسفة في علوم الاستدامة
- دكتوراه الفلسفة في التنمية المستدامة

### أخرى
- دكتوراه في الإدارة البيئية
- دكتوراه في علوم وهندسة البيئة
- دكتوراه مهنية في علوم وهندسة البيئة